# Trojan (město)
Trojan (bulharsky Троян) je město ležící na centrálním severu Bulharska, v údolí na severním svahu centrální Staré Planiny, kterým protéká řeka Osăm. Město je správním střediskem stejnojmenné obštiny a má přibližně 20 tisíc obyvatel.

## Historie
Údolí řeky bylo osídleno od paleolitu. Z doby bronzové jsou doloženy keramické a bronzové nádoby, železné zbraně a šperky. Současné sídlo vzniklo v 15. století jako osada u silnice na počátku Trojanského průsmyku. Předpokládá se, že název je odvozen od slovanského boha Trojana a že byl přenesen ze starší slovanské osady v okolí. Obyvatelé sem přišli od Dolnodunajské nížiny, od západní Staré planiny (Čiprovci, Berkovica) i vzdáleného Razlogu a Ohridu.
Během osmanské vlády byli obyvatelé vystaveni řadě pronásledování a kolem roku 1800 obec třikrát vyplenili krdžalijové, přičemž zabili většinu jejích obyvatel. V první polovině 19. století tu vzkvétala řemesla, především keramika, která si postupně vytvořila unikátní vzory známé jako trojanská keramická škola. Do roku 1868, kdy byla obec povýšena na město, byl její charakter zcela venkovský: kromě radnice zde byla ještě policejní stanice s několika četníky. Ves byla spadala do lovečské kazy, a když se úředníci sem museli dostavit, tak nebydleli v hostinci, ale u místních, kteří se o ně museli postarat. V roce 1871 zde Vasil Levski založil revoluční výbor. Během osvobozenecké války obec vypálila ustupující turecká vojska.
Na počátku 20. století bylo město známo svou trvalou podporou Demokratické strany. 5. července 1905 zde byla otevřena nemocnice specializovaná na aktivní léčbu plicních onemocnění jako sanatorium proti tuberkulóze, což byla první nemocnice tohoto druhu na Balkánském poloostrově. V roce byla ve městě zřízen elektrický rozvod jako ve třetím bulharském městě po Sofii a Plovdivu. Po převzetí vlády komunisty sem byla v roce 1948 jako stavba mládeže prodloužena železniční trať z Lovče.

## Obyvatelstvo
Ve městě žije 20 359 obyvatel a je zde trvale hlášeno 22 685 obyvatel. Podle sčítání 1. února 2011 bylo národnostní složení následující:
- Bulhaři: 18 502 (96.8 %)
- Romové: 262 (1.4 %)
- Turci: 219 (1.1 %)
- ostatní: 125 (0.7 %)